# Timken Museum of Art
El Museu d'Art Timken (en anglès, Timken Museum of Art) és un museu de belles arts situat al 1500 El Prado, Parc Balboa de la ciutat de San Diego, Califòrnia (Estats Units), a prop del Museu d'Art de San Diego. És l'únic museu del Parc de Balboa amb entrada gratuïta
El Timken va obrir el 1965, dissenyat per l'arquitecte Frank Hope, mostra una significativa col·lecció de pintures i antiguitats, així com escultures i tapissos europeus. A més d'aquestes exposicions també es mostren importants col·leccions de pintura americana i icones russes.
Específicament, en les exhibicions del museu s'inclouen obres americanes, italianes, espanyoles i franceses, però la majoria dels seus impressionants grups d'obres pertanyen a les escoles flamenques i holandeses amb obres mestres individuals com les de Pieter Brueghel el Vell, Peter Paul Rubens, Anthony van Dyck, Frans Hals i Rembrandt van Rijn.

## Història

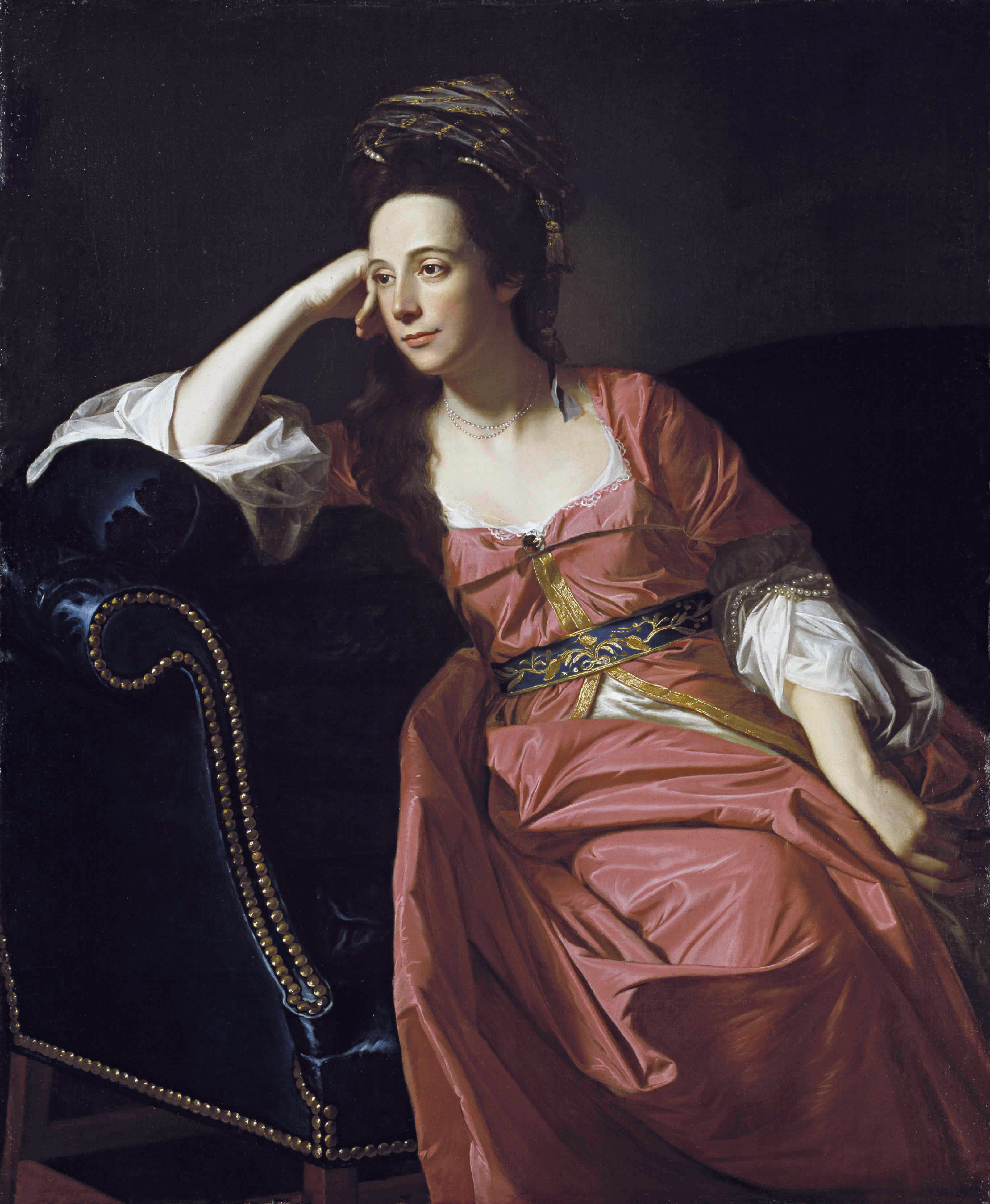
Retrat de Margaret Kemble Gage, per John Singleton Copley (1738–1815)

Les bases del museu es van establir el 1951, quan Walter Ames va ajudar a les germanes Amy i Anne Putnam a formar la fundació Putnam sense ànim de lucre per posseir i gestionar la seva col·lecció d'art. Les germanes s'havien instal·lat a San Diego a principis del segle xx i van fer donacions al Museu d'Art de San Diego en els seus primers anys. Al principi, la Fundació va cedir elements de la seva col·lecció als museus destacats dels Estats Units. Quan el Museu Timken va obrir el 1965, la Fundació Putnam va proporcionar el seu material inicial i Walter Ames es va convertir en el seu primer director.
L'edifici del museu es troba en el lloc de l'antic edifici d'Economia de la llar, originalment dissenyat per a l'Exposició Panamà-Califòrnia de 1915 i més tard conegut com l'Edifici Panamericana, el Cafe del Món i l'Edifici de la Legió Americana. Aquest edifici va ser derrocat el 1963 i substituït pel Museu Timken, dissenyat per l'empresa d'arquitectura de Frank L. Hope and Associates i finançat per la família Timken. El museu és un edifici blanc i modern de marbre i bronze que alberga una galeria de cinc habitacions.
Poc després de l'obertura del museu, John Walker, de la National Gallery of Art, va elogiar la seva col·lecció, alguns dels quals havien sigut prestades a la seva institució fins que Timken s'acabés de construir:
| « | És un dels millors museus petits que he vist... Et felicito per la selecció mostrada. Has estat savi. Algunes ciutats han construït grans museus, i després esperaven que apareguessin innumerables obres d'art de veritable excel·lència. Em temo que ja no ho faran. Els diners no és el problema. El problema és trobar obres per comprar. No puc substituir les que han vingut a San Diego. Pintures com aquestes pràcticament no estan disponibles a qualsevol preu. | » |

## Visió general
El museu mostra pintures, escultures i tapisseries europees antigues sota llum natural. Les obres europees es complementen amb col·leccions de pintura nord-americana i icones russes.
La col·lecció s'ha ampliat amb les adquisicions de 40 a 60 obres originals, incloent obres de pintors americans (Copley, Johnson, West, Cole, Bierstadt), italians (Savoldo, Veronese, Guercino), espanyol (Murillo), i francesos (Clouet, Claude, Boucher, Fragonard, David, Corot), així com obres de les escoles flamenques i holandeses, incloses les obres mestres de Pieter Brueghel el Vell, Peter Paul Rubens, Anthony van Dyck, Frans Hals i Rembrandt van Rijn.
El 2015, en honor del 50è aniversari del Museu, el Timken va adquirir el 3/4 retrat Sant Francesc en meditació, de Zurbarán. El Timken és l'únic museu de San Diego amb un Rembrandt en la seva col·lecció permanent.
Les fundadores benefactores del museu, les germanes Putnam, estaven relacionades amb dos generals de la Guerra de la Independència dels Estats Units, Israel Putnam i Rufus Putnam. Coincidentment, una de les adquisicions més importants del museu en les últimes dècades és la pintura de John Singleton Copley de la dona que potser hauria desencadenat la Guerra de la Independència dels Estats Units, Margaret Kemble Gage.

## Galeria d'imatges

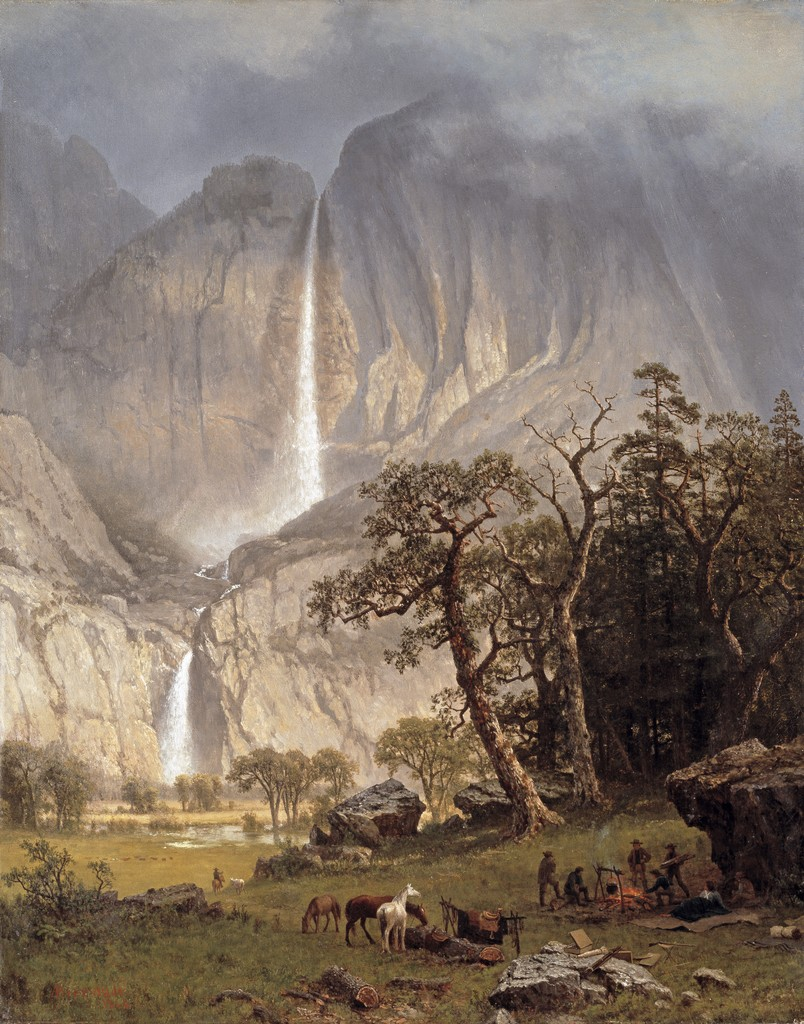
Cho-looke, the Yosemite Fall per Albert Bierstadt, 1864
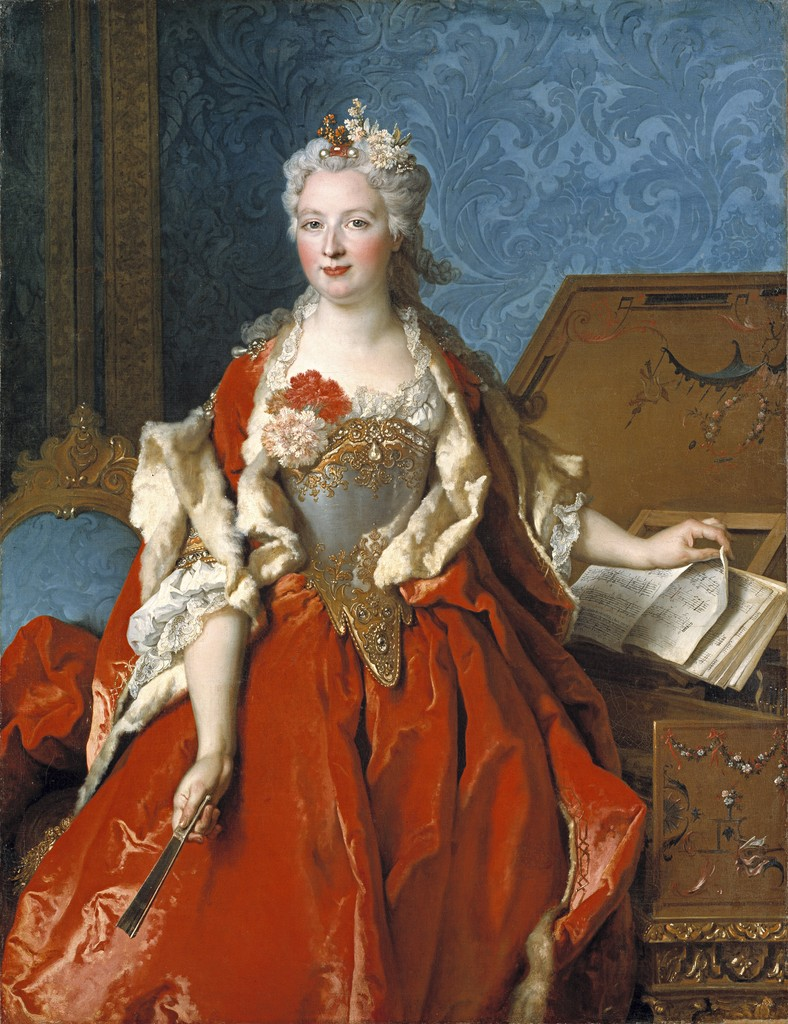
Retrat de Marguerite de Sève, esposa de Barthélemy-Jean-Claude Pupil, per Nicolas de Largillière, 1729
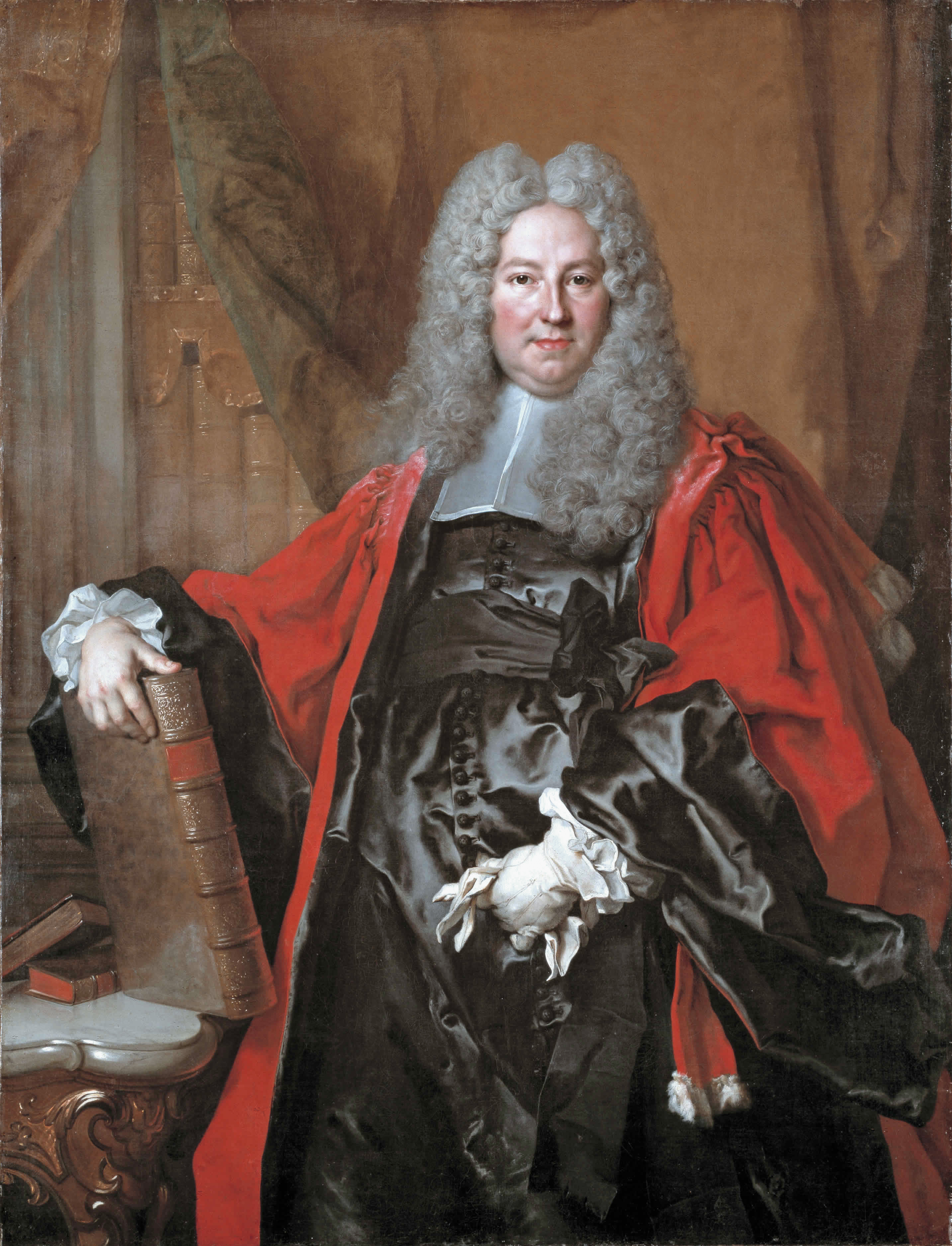
Retrat de Barthélemy-Jean-Claude Pupil, per Nicolas de Largillière, 1729
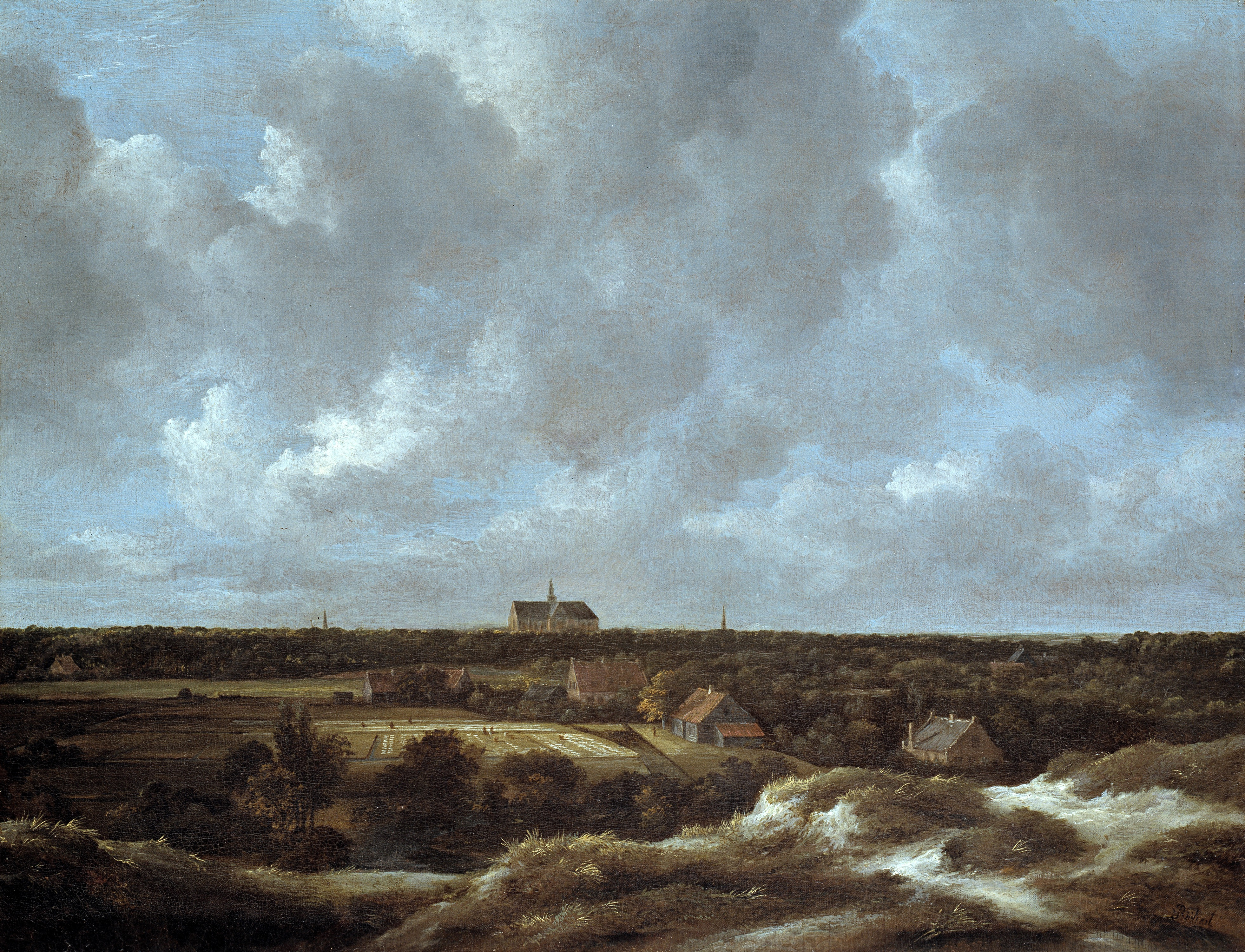
A View of Haarlem and Bleaching Fields, per Jacob van Ruisdael, ca. 1665-1670
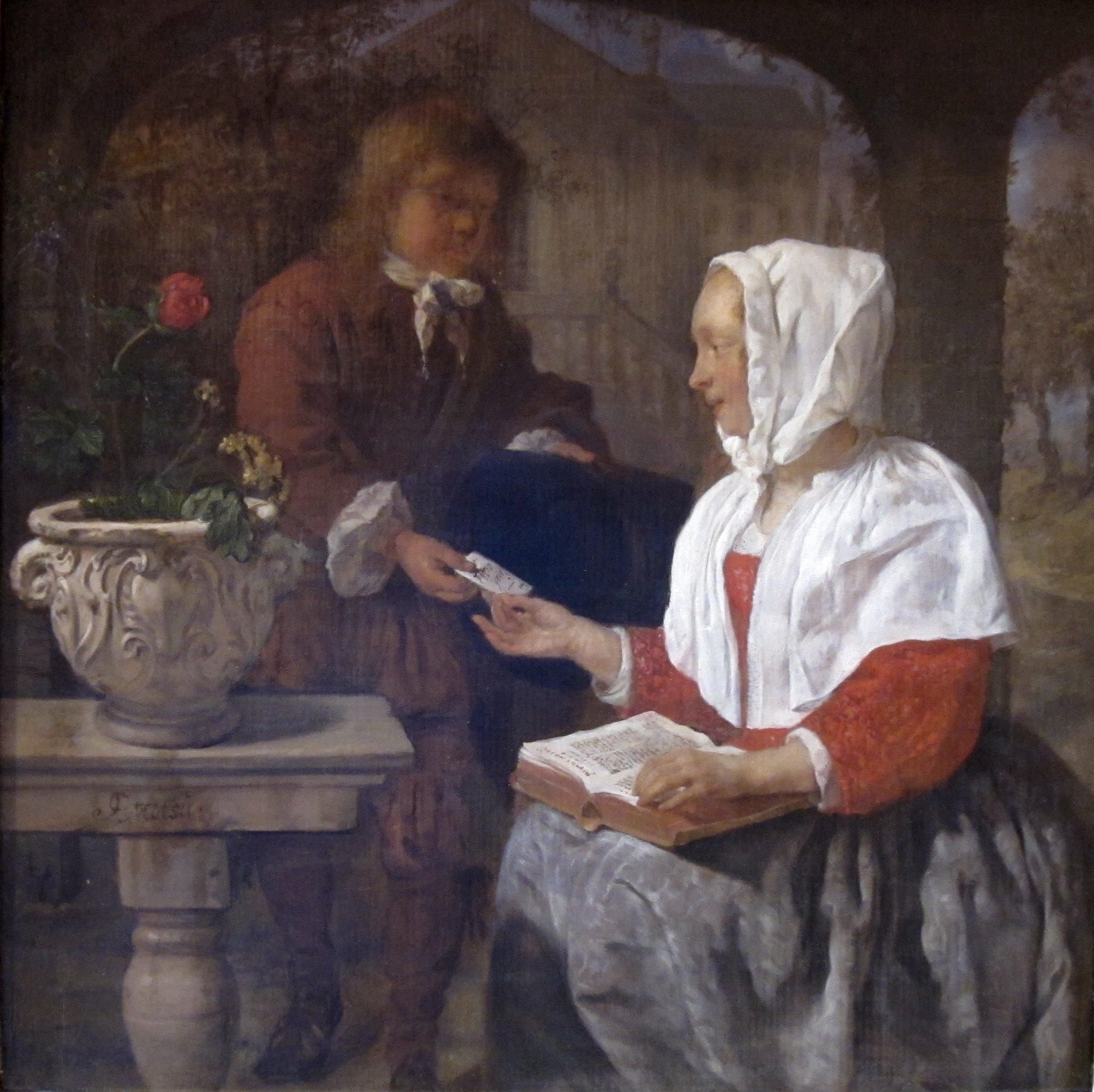
A Girl Receiving a Letter per Gabriel Metsu, ca. 1658
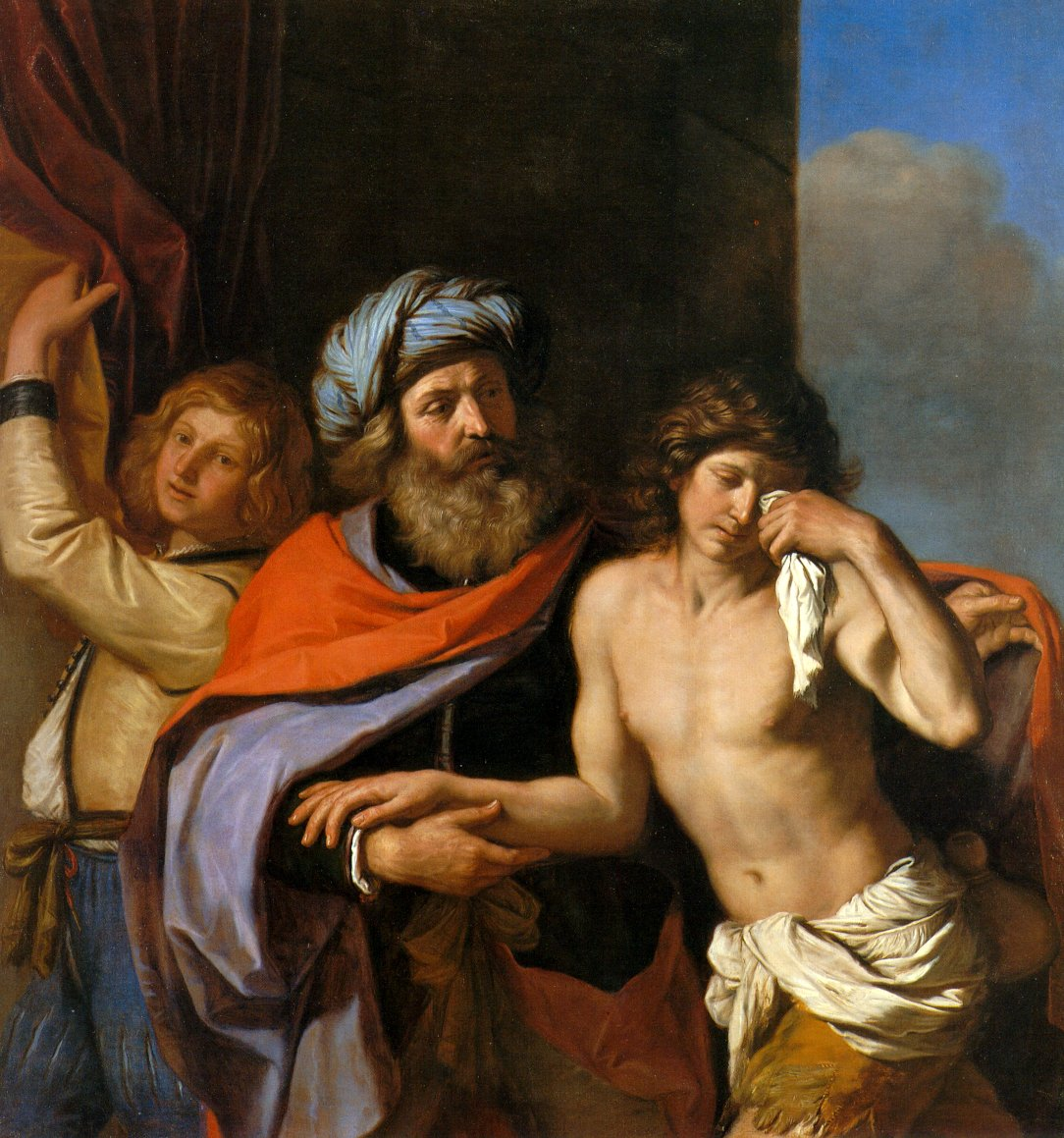
The Return of the Prodigal Son per Guercino, 1654-1655
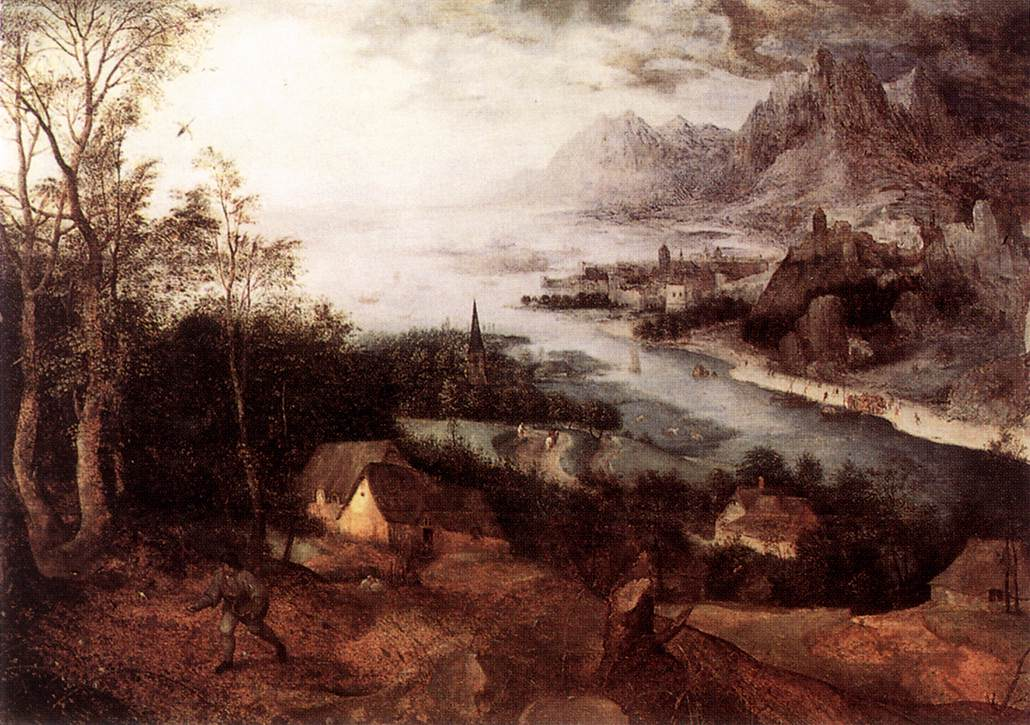
Landscape with the Parable of the Sower per Pieter Bruegel the Elder, 1557